# Stade Raffaele Mancini
Le stade Raffaele Mancini (en italien : Stadio Raffaele Mancini), auparavant connu sous le nom de Polisportivo Borgo Metauro, est un stade de football italien situé dans la ville de Fano, dans les Marches.
Le stade, doté de 8 880 places et inauguré en 1930, sert d'enceinte à domicile à l'équipe de football de l'Alma Juventus Fano 1906.
Il porte le nom de Raffaele Mancini, footballeur et ancienne gloire de la ville.

## Histoire
Les travaux du stade, situé au sud-est de la ville de Fano, débutent en 1930 pour s'achever la même année.

## Installations
Le stade est pourvu d'une tribune centrale couverte de 660 places assises, de gradins de 1 096 places assises, d'une partie dédiée aux supporters visiteurs de 850 places assises, et d'un virage réservé aux supporters de l'Alma Fano de 1 440 places assises, le tout pour un total actuellement utilisable de 4 046 places assises.